# 紙杻駅
紙杻駅（チチュクえき）は、大韓民国京畿道高陽市徳陽区紙杻洞にある、ソウル交通公社と韓国鉄道公社（KORAIL）の駅。駅番号は319。

## 概要
この駅は韓国鉄道公社（KORAIL）一山線とソウル交通公社3号線の起点駅である。両路線とも当駅で相互直通運転を行っており、首都圏電鉄3号線を構成している。
会社および路線の境界駅であるが、両路線とも「3号線」として案内され、いずれも首都圏電鉄統合運賃制が適用されるため、実質的には中間駅として機能している。また、当駅での乗務員交代も行われず、双方の乗務員が直通先の路線にそのまま乗り入れる。
駅舎全体の管理業務はソウル交通公社側が担当する。KORAIL側は大谷駅管理の無配置簡易駅とされているため、職員は置かれていない。
旧ソウルメトロ運営路線（1 - 4号線）で唯一のソウル特別市域外に位置する駅であった。
今後、当駅に郊外線を接続させる案が検討されている。 

### 利用可能な鉄道路線
ソウル交通公社
 ソウル交通公社3号線
韓国鉄道公社
 一山線

## 駅構造
高架駅で、島式ホーム1面2線を有している。保安用にホームドアシステム（フルスクリーンタイプ）を装備する。改札口・出入口は2ヶ所ある。化粧室は西側（2番出入口）の改札内に設置されている。
駅の中間やや三松寄りにソウル交通公社とKORAILの管轄境界があり、ここを境にサインシステムの仕様が異なっている。ただし、ホームドアと行先案内表示器は全てソウル交通公社の仕様である。

### のりば

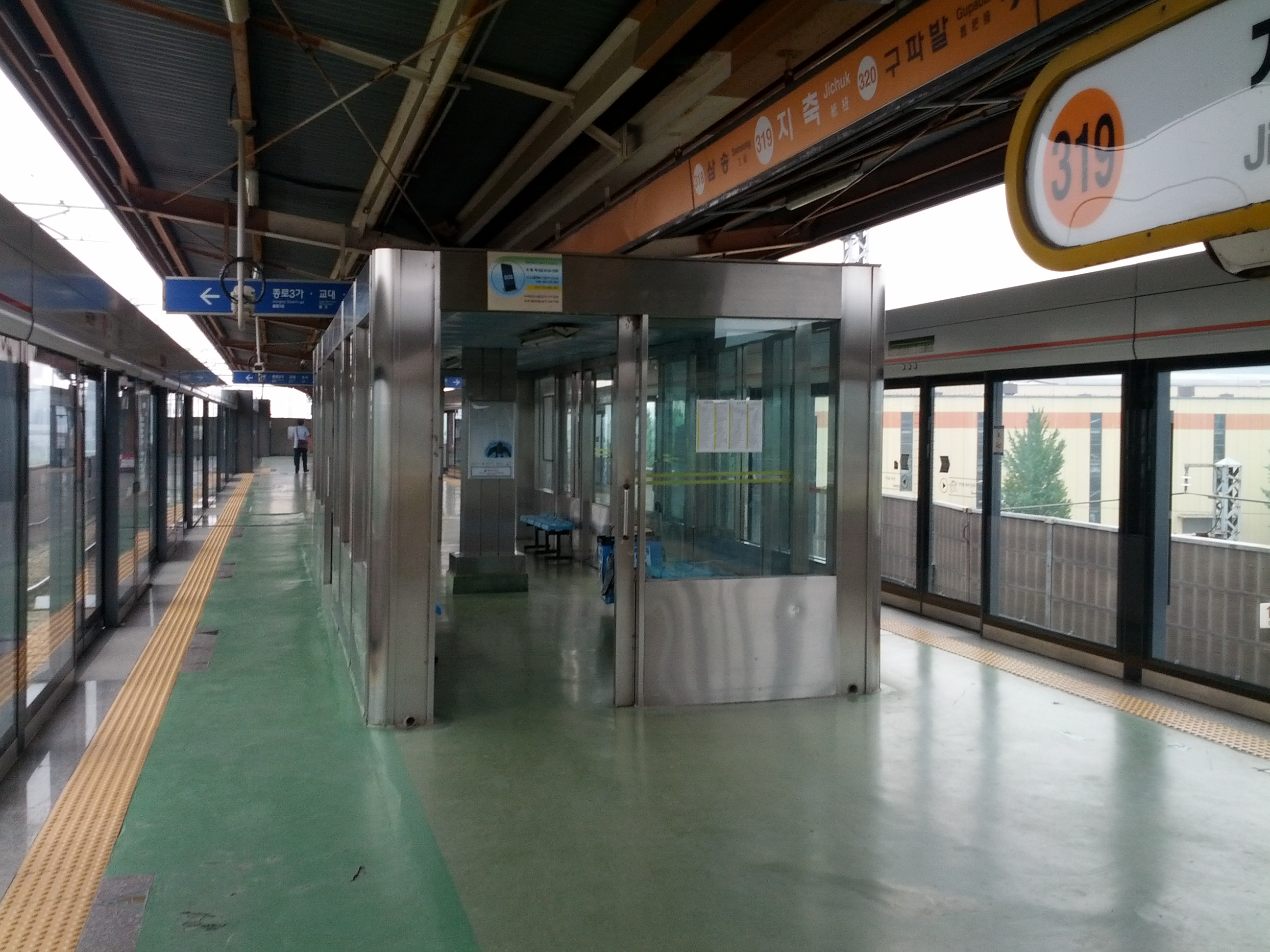
ホーム（韓国鉄道公社 管轄）

案内上ののりば番号は設定されていない。
| ホーム | 路線   | 行先                                    |
| ------ | ------ | --------------------------------------- |
| 上り   | 一山線 | 大谷・大化方面                          |
| 下り   | 3号線  | 鍾路3街・高速ターミナル・水西・梧琴方面 |

- ホーム（韓国鉄道公社 管轄）

## 利用状況
近年の一日平均利用人員推移は下記のとおり。
| 路線   | 路線     | 2000年                | 2001年                | 2002年                | 2003年                | 2004年                | 2005年                | 2006年                | 2007年 | 2008年 | 2009年 | 出典  |
| ------ | -------- | --------------------- | --------------------- | --------------------- | --------------------- | --------------------- | --------------------- | --------------------- | ------ | ------ | ------ | ----- |
| 一山線 | 乗車人員 | 129                   | 572                   | 638                   | 657                   |                       | 524                   | 547                   | 587    | 644    | 657    | [ 2 ] |
| 一山線 | 降車人員 | 106                   | 481                   | 518                   | 493                   |                       | 541                   | 561                   | 613    | 698    | 713    | [ 2 ] |
| 3号線  | 乗車人員 | 2,449                 | 2,537                 | 2,582                 | 2,437                 | 2,429                 | 2,593                 | 2,584                 | 2,803  | 2,949  | 3,057  | [ 3 ] |
| 3号線  | 降車人員 | 2,388                 | 2,438                 | 2,517                 | 2,400                 | 2,375                 | 2,590                 | 2,597                 | 2,861  | 3,165  | 3,291  | [ 3 ] |
| 3号線  | 乗降人員 | 4,837                 | 4,975                 | 5,099                 | 4,838                 | 4,804                 | 5,183                 | 5,181                 | 5,664  | 6,113  | 6,348  | [ 3 ] |
| 路線   | 路線     | 일평균 인원수 (명/일) | 일평균 인원수 (명/일) | 일평균 인원수 (명/일) | 일평균 인원수 (명/일) | 일평균 인원수 (명/일) | 일평균 인원수 (명/일) | 일평균 인원수 (명/일) | 각주   |        |        |       |
| 路線   | 路線     | 2010年                | 2011年                | 2012年                | 2013年                | 2014年                | 2015年                | 2016年                | 각주   |        |        |       |
| 一山線 | 乗車人員 | 581                   | 394                   | 343                   | 311                   | 297                   | 263                   | 244                   | [ 2 ]  |        |        |       |
| 一山線 | 降車人員 | 631                   | 465                   | 425                   | 367                   | 298                   | 243                   | 214                   | [ 2 ]  |        |        |       |
| 3号線  | 乗車人員 | 2,655                 | 1,810                 | 1,474                 | 1,406                 | 1,431                 | 1,357                 | 1,374                 | [ 3 ]  |        |        |       |
| 3号線  | 降車人員 | 2,920                 | 2,089                 | 1,697                 | 1,635                 | 1,575                 | 1,428                 | 1,421                 | [ 3 ]  |        |        |       |
| 3号線  | 乗降人員 | 5,575                 | 3,899                 | 3,171                 | 3,041                 | 3,006                 | 2,784                 | 2,795                 | [ 3 ]  |        |        |       |

## 駅周辺
- 恩平ニュータウン 1地区
- 恩平ニュータウン 3-1地区
- 紙杻車両事務所 - ソウル交通公社3号線・4号線所属車両及び韓国鉄道公社一山線所属車両の検査を行っている。
- 紙杻初等学校
- 恭陵川
- 津寛洞公営車庫地
- 紙杻-三松 地域暖房公社
- 高陽大路
- 統一路
- 紙杻地区
- 三松地区

## 歴史
- 1990年7月13日 - ソウル特別市地下鉄公社3号線（当時）の駅として開業。
- 1996年1月30日 - 鉄道庁（当時）一山線が当駅まで開業。ソウル特別市地下鉄公社3号線との相互乗り入れを開始。
- 2005年1月1日 - ソウル特別市地下鉄公社がソウルメトロに改組、鉄道庁が韓国鉄道公社に改組される。

## 隣の駅
ソウル交通公社・韓国鉄道公社
 3号線・一山線
三松駅 (318) - 紙杻駅 (319) - 旧把撥駅 (320)